# Gare de Froidthier
La gare de Froidthier est une gare ferroviaire belge, fermée, de la ligne 38, de Chênée à Plombières. Elle est située à Froidthier dans la commune de Thimister-Clermont, en Région wallonne dans la province de Liège.
Froidthier est mise en service en 1881 et fermée en 1957. La ligne a été démontée et le bâtiment a été démoli, subsiste le bâtiment du passage à niveau.

## Situation ferroviaire
La gare de Froidthier était située au point kilométrique 30,10 de la ligne 38, de Chênée à Plombières entre la gare de Thimister et celle d'Aubel.

## Histoire
Ligne 38 fut d’abord inaugurée entre Chênée et Micheroux en 1872 puis jusque Battice en 1875.
La ligne 38 sera plus tard prolongée vers Aubel le 22 septembre 1881 et enfin d’Aubel à Plombières en 1895. La gare de Thimister se trouve sur la portion entre Battice et Aubel.
Elle possédait un bâtiment de gare et les cartes postales ne permettent pas déceler la présence d’une halle à marchandises.
Après la Seconde Guerre mondiale, la ligne 38 subit le déclin des lignes secondaires. Le trafic des trains de voyageurs fut d’abord supprimé entre Hombourg et Plombières en 1952.
Le 17 janvier 1955, Froidthier, tout comme plusieurs gares de la ligne, devint un point d’arrêt facultatif (PAF), dont l’arrêt se faisait uniquement à la demande. À cette occasion, la gare de Froidthier ferma aux marchandises.
La desserte des voyageurs fest définitivement arrêtée le 2 juin 1957. Au-delà de Battice, le trafic des marchandises disparut en 1962. Il se poursuivit entre Chênée et Battice jusque 1986.
Après le démontage des voies, un RAVeL a été installé sur la ligne 38 entre Vaux-sous-Chèvremont et Plombières.
Le bâtiment de la gare n’existe plus, un parking et un arrêt de bus ont pris sa place. En revanche, maison de garde-barrière existe toujours.

### Le bâtiment de la gare
Il s’agit d’un type de gare très proche des gares de plan type 1873 qui fut uniquement érigé sous cette forme sur la ligne 38 (respectivement à Micheroux, Fléron, Battice, Thimister et Froidthier).
Ces gares, dites, du plateau de Herve, reprennent la forme et les décorations caractéristiques des gares type 1873 de la première variante mais avec une partie à deux étages de cinq ou six travées (se reporter à la description de la gare de Thimister).
Sur ces gares, sauf celle de Battice qui était plus grande et ne comportait pas d’aile, le corps central comportait trois travées avec un écart important et un pilastre entre la troisième et la quatrième. Une aile de trois travées avec un portail sous bâtière (autre détail repris par les gares type 1873) servait de salle d’attente et une petite aile de service (une travée, toit plat) se trouvait à droite. Ces bâtiments étant en mauvais état, manquant de confort et atteints par l’humidité à tel point qu'il avait fallu les cimenter, en 1898 des annexes sont bâties pour le chef de station et les tuiles de la toiture sont remplacés par des tasseaux de zinc.
Après sa fermeture, la gare de Froidthier a été démolie. Seules les gares jumelles, de Micheroux et Thimister existent toujours.